# 김형민 (연출가)
김형민은 대한민국의 텔레비전 드라마 연출감독이다.

## 드라마
- 2021년 MBC & Wavve 8부작 미니시리즈 《러브 씬 넘버#》 ... 연출
- 2025년 MBC 금토 미니시리즈 《모텔 캘리포니아》 ... 연출